# 76ª Divisione d'assalto aereo delle guardie "Černigov"
La 76ª Divisione d'assalto aereo delle guardie "Černigov" (in russo 76-я гвардейская десантно-штурмовая Черниговская дивизия ?, 76-ja gvardejskaja desantno-šturmovaja Černigovskaja divizija, unità militare 07264) è un'unità di fanteria aviotrasportata del VDV con base a Pskov.

## Storia

### Unione Sovietica
La divisione venne inizialmente costituita il 1º settembre 1939 come 157ª Divisione fucilieri dell'Armata Rossa, venendo schierata nel Caucaso settentrionale. Con lo scoppio dell'Operazione Barbarossa nel giugno 1941 le venne affidato il compito di costituire una linea difensiva lungo la costa del Mar Nero. Ricevette il battesimo del fuoco durante la battaglia di Odessa. In seguito alla caduta della città, ad ottobre venne trasferita a Sebastopoli. Le truppe russe a protezione della Crimea non avevano avuto il tempo di fortificare l'istmo di Perekop, a causa della rapida avanzata della Wehrmacht che era riuscita ad occupare Armjansk prima del loro arrivo. Solo la 157ª Divisione riuscì ad imbastire una difesa efficace, riuscendo a respingere gli assalti nemici presso il villaggio di Voinka. Il 20 ottobre l'aviazione tedesca colpì il posto comando della divisione, uccidendo 11 alti ufficiali ed eliminando quindi quasi l'intera leadership dell'unità.
Il 20 novembre la divisione fu trasferita a Novorossijsk perché prendesse parte all'operazione di sbarco a Kerč' a sostegno della città di Sebastopoli assediata. Svanito l'effetto sorpresa, con il sopraggiungere dei rinforzi tedeschi e rumeni le truppe sovietiche furono cacciate da Feodosia il 18 gennaio 1942 e si attestarono lungo l'istmo di Parpach. L'8 maggio, quando iniziò l'attacco tedesco (operazione Trappenjagd, "caccia all'ottarda"), la 157ª Divisione si trovava nelle retrovie e venne rapidamente portata in prima linea per contrastare l'avanzata nemica sul fianco meridionale, ma senza successo. Il 12 maggio, dopo aver subito gravi perdite, sotto la pressione della 170. Infanterie-Division fu costretta a ripiegare verso Kerč', da dove venne trasportata nella penisola di Taman' fra il 14 e il 18 maggio.
A partire dalla fine di luglio 1942 la divisione combatté contro le truppe tedesche che avevano oltrepassato la sponda meridionale del Don. A settembre venne assegnata al Fronte di Stalingrado (successivamente Fronte del Don), con il quale a partire dal 10 gennaio 1943 prese parte all'Operazione Anello, la fase finale della battaglia di Stalingrado volta a distruggere la 6. Armee circondata in città. Per i meriti dimostrati in combattimento, fra cui la cattura di oltre 10.000 prigionieri, il 1º marzo la divisione venne promossa a unità delle guardie, diventando la 76ª Divisione fucilieri delle guardie.
Il 3 luglio 1943 la divisione fu rischierata presso Belëv, da dove prese parte alla battaglia di Kursk, combattendo sul fronte settentrionale del saliente di Kursk. Il 12 luglio la divisione, come parte della 61ª Armata, partecipò alla controffensiva contro le truppe tedesche della 2. Panzerarmee e della 9. Armee nella regione di Orël, attraversando il fiume Oka e conquistando una testa di ponte. Il 20 settembre la divisione conquistò Černigov (oggi Černihiv), venendo per questo ufficialmente intitolata alla città il giorno successivo.
Inquadrata nel 1º Fronte bielorusso, il 17 luglio 1944 la divisione iniziò un attacco a nordovest di Kovel', avanzando successivamente in direzione di Brėst con aspri combattimenti. Il 26 luglio le truppe provenienti da nord e da sud della città si ricongiunsero, circondando le unità tedesche nell'area. Per le sue azioni durante la cattura di Brėst la divisione venne insignita dell'Ordine della Bandiera rossa il 9 agosto 1944. Trasferita al 2º Fronte bielorusso, il 25 gennaio 1945 bloccò le uscite dalla città di Toruń, circondando le forze tedesche rimastivi. A febbraio tentò di tagliare la strada per Konitz, ma i tedeschi riuscirono a ritirarsi combattendo. Il 23 marzo prese d'assalto Sopot e raggiunse il Mar Baltico. Il 25 marzo conquistò Oliwa e si mosse verso Danzica, che fu completamente occupata il 30 marzo. Successivamente entrò in Germania, concentrandosi a sud di Stettino. Il 26 aprile oltrepassò il canale Randow, sfondando la linea difensiva tedesca e conquistando Prenzlau. Il 2 maggio occupò la città di Güstrow, mentre il giorno successivo, avanzando di 40 km, anche Karow e Butzow. Le avanguardie della divisione raggiunsero invece Wismar, dove si incontrarono con i paracadutisti alleati della 6th Airborne Division.
Dopo la fine della seconda guerra mondiale la divisione venne riportata in Unione Sovietica, prima a Kaluga e successivamente a Novgorod, dove il 7 giugno 1946 fu riorganizzata come 76ª Divisione aviotrasportata delle guardie, inizialmente articolata su due e in seguito su tre reggimenti paracadutisti. Nell'aprile 1947 venne trasferita presso l'attuale sede di Pskov. Tra il 1988 e il 1992 la divisione ha partecipato alla repressione dei conflitti etnici in Armenia, Azerbaigian, Georgia, Paesi baltici, Transnistria, Ossezia del Nord e Ossezia del Sud. In particolare ha svolto un ruolo di rilievo durante il Gennaio nero di Baku nel 1990 e gli Eventi di gennaio 1991 in Lituania. Ha inoltre preso parte al Putsch di agosto 1991, quando è stata inviata dai leader del tentato colpo di stato a prendere il controllo della torre televisiva di Tallinn.

### Federazione Russa
La divisione ha combattuto nella prima guerra cecena fra il 1994 e il 1995, registrando 120 caduti fra i soldati e gli ufficiali. Ha partecipato anche alla seconda guerra cecena fra il 1999 e il 2004, occupando le città di Gudermes e Argun. Il 22 giugno 2001 il 237º Reggimento della divisione è stato sciolto, ma sarebbe stato ricostituito nel 2018. Nel 2004 la divisione è stata la prima unità delle Forze armate russe ad essere composta da militari professionisti a contratto invece che da personale di leva. Nel 2006 è stata ribattezzata 76ª Divisione d'assalto aereo delle guardie. Nel 2008 è stata impiegata durante la guerra russo-georgiana, venendo schierata in Ossezia del Sud dove ha combattuto nella battaglia di Tskhinvali.
Nel febbraio 2014 la divisione ha preso parte all'invasione della Crimea, sbarcando a Sebastopoli con due unità e occupando il parlamento e il quartiere governativo di Sinferopoli; diversi militari della divisione hanno ricevuto onorificenze statali per queste azioni. A marzo inoltre elementi del 104º Reggimento hanno occupato alcune piattaforma petrolifere ucraine nel Mar Nero. A partire dall'estate la divisione è stata impiegata fin dalle prime fasi della guerra del Donbass, dove sono stati formati gruppi tattici di battaglione del 104º e del 234º Reggimento. Il 18 agosto è stata insignita dal presidente russo Vladimir Putin dell'Ordine di Suvorov per il "completamento con successo delle missioni militari". Il 20 agosto le forze ucraine hanno catturato due BMD-2 appartenenti alla divisione nella regione di Luhans'k, dimostrandone così il coinvolgimento diretto sul territorio ucraino, in seguito un fallito tentativo di attacco russo durante la battaglia per il villaggio di Heorhiïvka. Nel corso della stessa azione di combattimento numerosi membri della divisione, fra cui il comandante di plotone Anton Korolenko, sono morti "in servizio" in circostanze ufficialmente non specificate. Secondo le ricostruzioni di un giornale di Pskov, sede dell'unità, un'intera compagnia di paracadutisti della divisione sarebbe stata eliminata, subendo perdite pari a 80 morti.

#### Guerra russo-ucraina
A settembre 2021 la divisione è stata schierata in Bielorussia, dove ha preso parte all'esercitazione Zapad-2021, utilizzata dalla Russia come pretesto per nascondere i preparativi dell'invasione dell'Ucraina. A partire dal 24 febbraio 2022 è infatti entrata in territorio ucraino attraversando in confine bielorusso, avanzando nella regione di Kiev e stabilendo il proprio quartier generale a Buča, dove nel mese di marzo si è resa responsabile del massacro della popolazione civile avvenuto nel corso dell'occupazione. Successivamente al fallimento dell'offensiva su Kiev e al completo ritiro delle truppe russe dall'Ucraina settentrionale è stato possibile recuperare i documenti che hanno permesso di identificare con certezza alcuni dei paracadutisti colpevoli delle torture e delle uccisioni dei residenti, appartenenti al 104º e al 234º Reggimento della divisione. In seguito i crimini di guerra commessi dal 104, 234º e 237º Reggimento sono stati documentati nel rapporto ufficiale dell'Alto commissariato delle Nazioni Unite per i diritti umani. L'11 e il 19 marzo sono stati uccisi in azione due vice comandanti del 234º Reggimento, tenenti colonnello Viktor Kuz'min e Igor Žarov, che ricoprivano anche il ruolo rispettivamente di ufficiale politico e capo di stato maggiore dell'unità.
A maggio è stata trasferita in Donbass, venendo impiegata in combattimento insieme alla 40ª Brigata fanteria di marina e reparti della 1ª Armata corazzata in seguito allo sfondamento ottenuto a Popasna dal Gruppo Wagner. Nel corso di questi combattimenti ha subito gravi perdite, in particolare ad opera dell'80ª Brigata d'assalto aereo ucraina, la quale ha dichiarato di aver intercettato e distrutto il 104º Reggimento lungo l'autostrada Lysyčans'k-Bachmut. Alla fine di maggio hanno infatti perso la vita i comandanti del 1º e del 2º Battaglione del reggimento, tenenti colonnello Aleksandr Stefanov e Aleksandr Dosjagaev. All'inizio di giugno due dei tre BTG della divisione sono stati quindi ritirati e sostituiti dalla 61ª Brigata fanteria di marina.
Durante l'estate è stata inviata nella regione di Cherson. Il 5 agosto un attacco missilistico presso il centro di comando della divisione a Čornobaïvka ha ucciso 79 militari e distrutto decine di veicoli. A partire da settembre si è scontrata con le truppe ucraine nel corso della controffensiva nell'Ucraina meridionale, arrivando a subire perdite pari a fino il 40% del proprio organico. In particolare ufficiali ucraini hanno dichiarato che il 237º Reggimento della divisione aveva sostanzialmente cessato di esistere a causa della morte o del ferimento di gran parte dei suoi soldati. Inoltre l'1 e il 6 settembre sono caduti in battaglia il vice comandante del 234º Reggimento e un comandante di battaglione del 237º Reggimento, tenenti colonnello Aleksej Afonin e Grigorij Chudik. La divisione ha schierato in totale sei battaglioni per fermare l'avanzata della 35ª Brigata fanteria di marina verso Kostromka e della 128ª Brigata d'assalto da montagna in direzione di Beryslav, riuscendo a mantenere la posizione fino all'inizio di novembre, quando la situazione logistica delle forze russe è diventata insostenibile e queste hanno dovuto abbandonare completamente la testa di ponte sulla sponda settentrionale del Dnepr. L'unità si è così ritirata da Cherson l'11 novembre, e a dicembre è stata rischierata nell'oblast' di Luhans'k. In seguito alla mobilitazione parziale indetta in Russia la divisione è stata rinforzata dal Battaglione "Mosca", costituito da volontari della società "Aquila Bicefala" presso la capitale russa.
Fra gennaio e giugno 2023 la divisione ha preso parte a diverse operazioni offensive nell'area di Kreminna, cercando di avanzare in direzione di Lyman ma venendo sempre respinta. L'11 gennaio è stato ucciso in azione un vice comandante di battaglione del 234º Reggimento, maggiore Nikolaj Vasil'ev. Il 29 giugno il 237º Reggimento è stato insignito del titolo di unità delle guardie per decreto del Presidente della Federazione Russa. Con l'inizio della controffensiva estiva ucraina la divisione è stata trasferita nel settore di Tokmak, inizialmente come riserva strategica alle spalle del fronte insieme alla 7ª Divisione d'assalto aereo. A partire da agosto, in seguito alla caduta di Robotyne, i suoi reparti sono stati schierati attivamente in prima linea. A settembre il 104º Reggimento si è scontrato con le truppe ucraine a sud del villaggio, subendo numerose perdite fra cui un comandante di battaglione, maggiore Pavel Davydov, e dovendosi infine ritirare verso Novoprokopivka. Tuttavia l'afflusso di due divisioni del VDV nel saliente di Robotyne è comunque riuscito, nonostante le perdite, a fermare la penetrazione ucraina a ridosso della seconda linea fortificata, e i combattimenti hanno rallentato di intensità nel corso dell'autunno. A dicembre 2023 militari della divisione hanno fucilato alcuni prigionieri di guerra ucraini nei pressi di Robotyne, probabilmente appartenenti alla 117ª Brigata meccanizzata.
A maggio 2024 il 234º Reggimento è stato trasferito dalla regione di Zaporižžja presso l'area del villaggio di Krynky nell'oblast' di Cherson, dove a partire da ottobre 2023 la fanteria di marina ucraina è riuscita ad ottenere una testa di ponte sulla sponda meridionale del Dnepr. All'inizio di giugno ha perso la vita il comandante del reggimento, colonnello Aleksandr Kurin. A luglio anche gli altri due reggimenti della divisione sono stati rischierati nella regione di Cherson. Alla fine di agosto il 234º Reggimento è stato trasferito nell'oblast' di Kursk per contrastare l'offensiva ucraina in territorio russo, subendo diverse perdite nell'area di Gluškovo. Durante questi combattimenti sono stati uccisi il comandante del reggimento, tenente colonnello Aleksandr Kurin, e un vice comandante di battaglione, maggiore Jurij Michajlov. A novembre anche il 104º Reggimento della divisione è stato rischierato nella regione di Kursk, dove alla fine del mese è stato impiegato in un contrattacco respinto dal 501º Battaglione della 36ª Brigata fanteria di marina. Nello stesso periodo anche il 237º Reggimento d'assalto aereo e il 1140º Reggimento artiglieria sono stati impegnati sul fronte di Kursk, confermando il trasferimento dell'intera divisione nella regione. Il 30 dicembre un attacco missilistico ucraino ha colpito un posto comando della divisione a L'gov, uccidendo almeno 8 ufficiali fra cui il comandante del 656º Battaglione genio, il capo delle comunicazioni, il capo della difesa NBC e il vice capo di stato maggiore della divisione, tenenti colonnello Pavel Maleckij,  Valerij Tereščenko e Aleksej Seliverstov e maggiore Ali Curov. Alla fine di marzo 2025 elementi del 237º Reggimento sono stati trasferiti nell'oblast' di Belgorod per contrastare l'incursione ucraina nella regione. Nel mese successivo l'intera divisione è stata rischierata nell'area, dove anche il 104º Reggimento è stato impiegato in combattimento.

## Struttura
- Comando di divisione
- 104º Reggimento d'assalto aereo delle guardie (unità militare 32515)
  - 1º Battaglione paracadutisti
  - 2º Battaglione d'assalto aereo
  - 3º Battaglione d'assalto aereo
  - Battaglione artiglieria (2S9 Nona-S)
  - Unità di supporto
- 234º Reggimento d'assalto aereo delle guardie "Mar Nero-Aleksandr Nevskij" (unità militare 74268)
  - 1º Battaglione paracadutisti
  - 2º Battaglione d'assalto aereo
  - 3º Battaglione d'assalto aereo
  - Battaglione artiglieria (2S9 Nona-S)
  - Unità di supporto
- 237º Reggimento d'assalto aereo delle guardie "Torun" (unità militare 12865)
  - 1º Battaglione paracadutisti
  - 2º Battaglione d'assalto aereo
  - 3º Battaglione d'assalto aereo
  - Battaglione artiglieria (2S9 Nona-S)
  - Unità di supporto
- 124º Battaglione corazzato (T-72B3)
- 1140º Reggimento artiglieria delle guardie (unità militare 45377)
  - Battaglione artiglieria campale (D-30)
  - Battaglione artiglieria semovente (2S9 Nona-S)
  - Battaglione artiglieria controcarri (2S25 Sprut-SD)
  - Unità di supporto
- 4º Reggimento missilistico contraereo delle guardie (unità militare 81851)
- 175º Battaglione ricognizione (unità militare 54399)
- 656º Battaglione genio (unità militare 45293)
- 728º Battaglione comunicazioni
- 7º Battaglione manutenzione
- 1682º Battaglione logistico
- Battaglione medico
- Compagnia guerra elettronica
- Compagnia comando
- Compagnia UAV

## Comandanti

### Unione Sovietica
- Colonnello Vasilij Glagolev (19 agosto 1939 - 15 agosto 1941)
- Colonnello Dmitrij Tomilov (16 agosto 1941 - 5 dicembre 1941)
- Colonnello Dmitrij Kuropatenko (6 dicembre 1941 - 8 gennaio 1942)
- Colonnello Dmitrij Tomilov (9 gennaio 1942 - 1 giugno 1942)
- Colonnello Jakov Štejman (2 giugno 1942 - 15 giugno 1942)
- Colonnello Dmitrij Kuropatenko (16 giugno 1942 - 2 settembre 1942)
- Maggior generale Aleksandr Kirsanov (3 settembre 1942 - 30 aprile 1948)
- Maggior generale Vasilij Margelov (30 aprile 1948 - 15 aprile 1950)
- Maggior generale Michail Enšin (15 aprile 1950 - 29 settembre 1953)
- Colonnello Grigorij Cholod (19 dicembre 1953 - 5 aprile 1955)
- Maggior generale Nikolaj Zacharov (5 aprile 1955 - 26 gennaio 1957)
- Maggior generale Andrej Evdan (26 gennaio 1957 - 14 marzo 1959)
- Colonnello Anatolij Poluškin (14 marzo 1959 - 18 giugno 1962)
- Maggior generale Viktor Ometov (18 giugno 1962 - 27 luglio 1968)
- Maggior generale Valentin Kostylev (27 luglio 1968 - 10 dicembre 1971)
- Maggior generale Leonid Kuz'menko (10 dicembre 1971 - 1976)
- Maggior generale Grigorij Oniščenko (1976 - 1979)
- Maggior generale Al'bert Sljusar' (1979 - 1981)
- Colonnello Jurij Murav'ëv (1981 - 1983)
- Maggior generale Georgij Špak (1983 - 1986)
- Maggior generale Vjačeslav Chalilov (1986 - 1990)
- Maggior generale Jurij Sosedov (1990 - 1992)

### Federazione Russa
- Maggior generale Ivan Babičev (1992 - 1995)
- Maggior generale Aleksandr Popov (1995 - 1996)
- Maggior generale Stanislav Semenjuta (1996 - 2005)
- Maggior generale Aleksandr Kolpačenko (2005 - 2009)
- Colonnello Igor Vinogradskij (2009 - 2013)
- Maggior generale Aleksej Naumec (febbraio 2013 - febbraio 2018)
- Maggior generale Igor' Kaplij (febbraio 2018 - luglio 2020)
- Maggior generale Sergej Čubarykin (luglio 2020 - aprile 2022)
- Maggior generale Denis Šišov (aprile 2022 - marzo 2025)
- Colonnello Abdulaziz Šichabidov (marzo 2025 - maggio 2025)
- Colonnello Aleksandr Tuvajkin (maggio 2025 - in carica)[71]